# Fritz Stuckenberg
Fritz Stuckenberg (født 16. August 1881 i München; død 18. maj 1944 i Füssen) var en tysk
ekspressionistisk maler.
Efter studier i Weimar og München opholdt Stuckenberg sig 1907-12 i Paris. Tilbage i Tyskland fik han blandt andet vist sine værker på Herwarth Waldens "Sturm"-udstillinger og havde også kontakt med dadaisterne, Bauhaus-skolen og den tyske kunstnersammenslutning "Novembergruppe"'(de).
Efter uoverensstemmelser med Walden og et mislykket forsøg på at stifte egen kunstnerforening vendte Stuckenberg 1921 fattig og ved dårligt helbred tilbage til Delmenhorst, som familien var flyttet til da Stuckenberg var barn.
1937 blev han sat på listen for 'Entartete Kunst', en forfølgelse af ikke-naturalistisk kunst som nazisterne intensiverede fra midten af 1930'erne.
| - Værker af Fritz Stuckenberg − efter år - Der Sturms 16. udstilling, februar 1918 - Abstrakt komposition, 1919 - De elskende Das Liebespaar 1919 - Kubofuturistisk landskab Ca. 1920 - Landskab i park, 1920 - Mor og barn, 1920 - Stille der Wirklichkeit, ca. 1923 - Portræt af Hjordis, 1929 - Portræt af hest, o. 1944 − (slovensk): Portret konja (Ritka II.) |